# 프란츠 벤다
프란츠 벤다(체코어: František Benda, 1709년 11월 22일 세례~1786년 3월 7일)는 보헤미아 출신의 바이올린 연주자이자 작곡가로, 생애 대부분을 프로이센의 프리드리히 대왕 궁정에서 활동했다.

## 생애

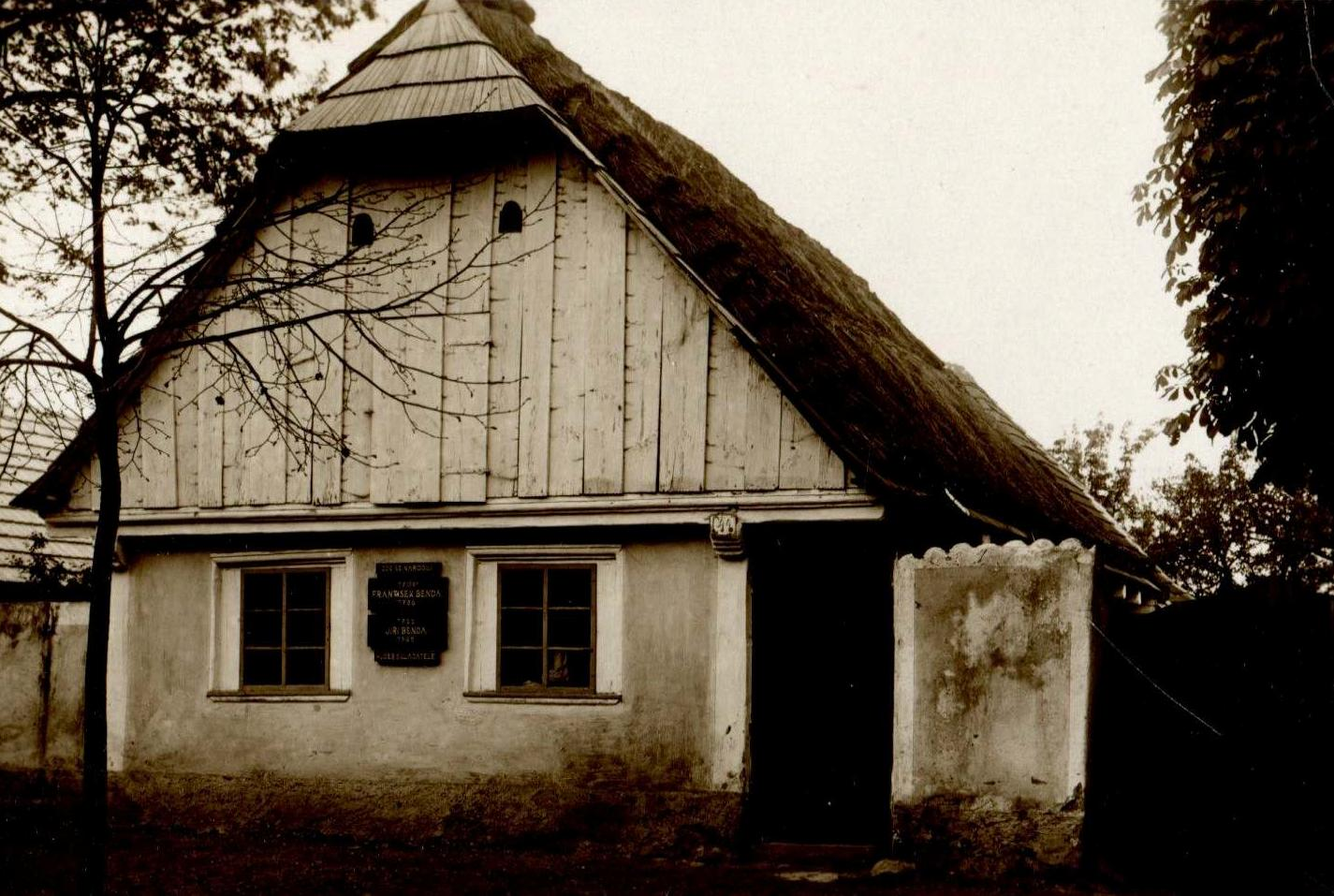
벤다 가문의 집은 베나트키나트이제로우에 1706/07년에 지어졌으며, 1936년에 철거되었다.

벤다는 보헤미아 왕국의 올드 베나텍에서 얀 이르지 벤다(Jan Jiří Benda)의 아들로 태어났다. 그의 동생으로는 작곡가 게오르크 벤다가 있다. 벤다의 자녀들(마리아 캐롤라이나 볼프 [1742–1820], 프리드리히 빌헬름 하인리히 벤다 [1745–1814], 카를 헤르만 하인리히 벤다Karl Hermann Heinrich Benda [1748–1836], 율리아네 라이카트 [1752–1783])과 손녀 루이즈 라이카트(1779–1826)도 모두 작곡가였다. 그는 1763년에 자서전을 썼는데, 이는 자신의 삶에 대한 상세한 기록일 뿐 아니라, 그가 경력 중에 만난 다른 음악가들의 삶에 대한 귀중한 자료이기도 하다.
젊은 시절, 벤다는 프라하에서 성가대원으로 활동했으며, 이후 드레스덴 왕실 예배당에서도 노래했다. 그와 동시에 바이올린을 공부하기 시작했고, 곧 축제나 장터 등을 순회하며 공연하는 유랑 악단에 합류했다. 18세가 되던 해, 그는 유랑 생활을 접고 프라하로 돌아간 후, 비엔나로 가서 타르티니의 제자였던 요한 고틀리프 그라운에게 바이올린을 배웠다. 2년 후, 그는 바르샤바에서 예배당 음악감독으로 임명되었다. 1732년, 그는 프로이센의 황태자였던 프리드리히 대왕의 궁정에 들어갔고, 이후 그의 남은 생애 동안 그를 섬겼다. 그는 황태자의 오케스트라 단원이었고, 나중에는 국왕의 콘서트마스터가 되었다. 그는 40년 동안 약 5만 회의 협주곡을 연주했다고 한다. 벤다의 요청으로, 프리드리히는 벤다의 부모와 형제들이 보헤미아에서 개신교도로서 종교 박해를 받자 포츠담으로 이주하는 것을 허락했다.
벤다는 바이올린 연주의 모든 기교에 능숙했으며, 연주의 빠르기와 고음역의 부드럽고 감미로운 소리는 누구도 따라올 수 없었다. 그는 많은 제자를 두었고, 주로 바이올린을 위한 연습곡과 연주용 학습곡을 다수 작곡했다.
벤다는 보헤미아의 종교 박해를 피해 도피한 프로테스탄트(개신교) 난민들을 위해 프리드리히 대왕이 조성한 포츠담 인근의 작은 마을 노바베스(Nowawes)에서 생을 마감했다.

## 유산
벤다의 후손들 역시 음악 전통을 이어갔다. 20세기에는 프란티셰크 벤다라는 이름을 가진 작곡가가 영화 음악과 기타 작품들을 작곡했다. 벤다 음악 가문의 이름을 기리고자 1956년 체코 공화국 북부 우스티나트라벰에 벤다 실내악단(Benda Chamber Orchestra)이 설립되었다. 그의 후손 중 한 명인 스위스의 저명한 피아니스트 장 세바스티앙 벤다는 브라질에서 피아니스트 루지아 벤다와 결혼하고 살았으며, 1981년 가족과 함께 유럽으로 돌아왔다. 그와 브라질에서 태어난 자녀들 또한 조상의 음악 전통을 이어가고 있다.

## 작곡
벤다는 17곡의 교향곡과 다수의 바이올린 협주곡, 소나타, 기타 실내악 작품들을 작곡했다.